# Al-Kasr (Syria)
Al-Kasr (arab. القصر) – wieś w Syrii, w muhafazie As-Suwajda. W 2004 roku liczyła 532 mieszkańców.